# 堤秀樹
堤 秀樹（つつみ ひでき、1月27日 - ）は、日本の音楽プロデューサー、マニピュレーター、作曲家、編曲家、A-HEAD RECORDS代表。

## 来歴
1981年、福岡県立宗像高等学校を卒業後上京し、音楽学校メーザー・ハウスにて音楽理論やキーボード演奏を学ぶ。卒業後八神純子や様々なアーティストのバックバンドを経験後、小比類巻かほるの制作スタッフとしてTDKスタジオにて音楽制作を担当、東京、ニューヨーク、ロサンゼルス、ロンドンレコーディングをマニピュレーター、編曲家として活動。
1996年より笹路正徳が主宰するプロデューサーラボ、ハートミュージックの一員として音楽プロデューサーとしての活動を開始。以後、ZEPPET STORE、FUZZY CONTROL、SCRIPT等のバンドプロデュース、MIYAVI、川上未映子、普天間かおり等、多数のソロ音楽家の編曲家、音楽プロデュースを務める。同時に、映像音楽にも興味を持ち、アニメ「エルフを狩るモノたち」の劇中音楽を始め、テレビドラマ・オリジナルビデオ、WebTV等の映像作品に音楽を多数提供。2001年よりビクターミュージックアーツにてインセンティブ・プロデューサーとして活動継続中、2013年より故郷福岡にて自身のレーベルA-HEAD RECORDSを立ち上げ、音楽プロデュース、映像制作、後進の指導を中心に活動中。現在「FUKUOKA FUTURE MUSIC ACADEMY」「Vocal Recording Training Course」を主宰。不定期でApple Store福岡天神等で音楽ワークショップを展開中。

## 主な参加およびプロデュース作品
- 八神純子
- 小比類巻かほる
- MIYAVI
- FUZZY CONTROL
- ZEPPET STORE
- 川上未映子
- 普天間かおり
- ゴスペラーズ
- MIYAVI　東京芸術劇場5days独奏ライブ…音楽監督として参加
- KIMONOプロジェクト　嘉穂劇場公演、LA公演…音楽監督として参加